# Krister Hanell

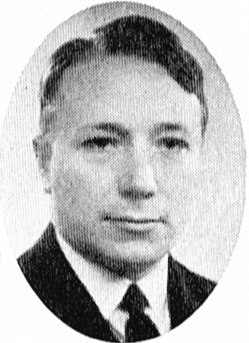
Krister Hanell (1940)

Krister Hanell (* 8. August 1904 in Husie; † 7. Januar 1970 in Stockholm) war ein schwedischer Althistoriker.

## Leben
Krister Hanell, der Sohn des Pfarrers Per Justus Hanell und der Ellen Hilda Charlotta geb. Ahlström, studierte Geschichte und Klassische Archäologie an der Universität Lund, wo ihn besonders der Religionswissenschaftler Martin Persson Nilsson prägte. Unter dessen Leitung verfasste Hanell nach dem Lizenziat (1931) seine Doktorarbeit zur Geschichte von Megara, mit der er 1935 zum Dr. phil. promoviert wurde. Anschließend lehrte er bis 1944 als Dozent für Klassische Archäologie und Alte Geschichte an der Universität Lund. 1944 wechselte er in den Schuldienst und unterrichtete an Gymnasien in Hässleholm, Vaasa und Göteborg (ab 1946), wo er ab 1947 gleichzeitig an der örtlichen Hochschule lehrte. 1957 nahm er einen Ruf an die Universität Lund an und wirkte dort bis zu seinem Tod als Professor der Klassischen Archäologie und Alten Geschichte. Er war gewähltes Mitglied der Königlichen Gesellschaft der humanistischen Wissenschaft in Lund (ab 1949) und der Kungliga Vitterhets Historie och Antikvitets Akademien (ab 1960). Hanell starb 1970 in Stockholm, nachdem er dort am 3. Januar einen Vortrag über „Kaiser Augustus“ gehalten hatte.
Hanells Forschungsschwerpunkt war zunächst die antike Religionsgeschichte, insbesondere die Kulte der verschiedenen griechischen Poleis. Er verfasste dazu außer seiner Dissertation mehrere Aufsätze und Artikel für Paulys Realenzyklopädie der klassischen Altertumswissenschaft (RE). Später beschäftigte er sich mehr und mehr mit der römischen Geschichte, insbesondere mit den Ämtern und der Chronologie der Republik bis zum Übergang in die Kaiserzeit. In seinem Buch Das altrömische eponyme Amt stellte er die Hypothese auf, dass das Jahr 509 v. Chr. nicht das Ende der Königsherrschaft markierte, sondern nur die Einweihung des Kapitolinischen Tempels und die Einführung eines lunisolaren Kalenders in Rom. Die Zeit von 509 bis zur Herrschaft der Decemviri legibus scribundis sei somit nicht als Beginn der Republik, sondern als letzte Phase der Königszeit zu betrachten. Als eponymen Amtsträger dieser Zeit setzte er nicht die Konsuln an, sondern den praetor maximus; entsprechend wäre jeder zweite Name in der Liste der römischen Konsuln interpoliert. Hanells Ansichten und Schlussfolgerungen stießen in der Fachwelt auf starken Widerspruch.

## Schriften (Auswahl)
- Das Menologium des Liber Glossarum. Lund 1932.
- Megarische Studien. Lund 1934.
- Das altrömische eponyme Amt. Lund 1946.